# Рокка-ди-Нето
Рокка-ди-Нето (итал. Rocca di Neto) — коммуна в Италии, располагается в регионе Калабрия, подчиняется административному центру Кротоне.
Население составляет 5614 человека, плотность населения составляет 128,7 чел./км². Занимает площадь 43 км². Почтовый индекс — 88821. Телефонный код — 0962.
Покровителем населённого пункта считается святитель Мартин Турский. Праздник ежегодно празднуется 11 ноября.